# Backe, backe Kuchen
Backe, backe Kuchen ist ein populäres deutschsprachiges Kinderlied. Der Ursprung wird in Sachsen und Thüringen vor dem Jahr 1840 vermutet. Es existieren verschiedene Varianten, die sich im Text und der Anzahl der Strophen unterscheiden. Der Reimtext wird zu einer einfachen, volkstümlichen und im Wesentlichen pentatonischen Melodie gesungen.

## Text und Melodie
Backe, backe Kuchen,

der Bäcker hat gerufen.

Wer will guten Kuchen backen,

der muss haben sieben Sachen:

Eier und Schmalz,

Zucker und Salz,

Milch und Mehl,

Safran macht den Kuchen gehl!

Schieb, schieb in’n Ofen ’nein.
Die Melodie strukturiert den Text musikalisch im Sinne der Reprisenbarform. Die einrahmenden Zeilen (Stollen) sind dabei konventionelle viertaktige Perioden, in denen lediglich die melodische Variation im Nachsatz der Reprise (also in den letzten zwei Takten) den sonst eher monotonen Verlauf belebt. Interessant ist dagegen die dieser Symmetrie zuwiderlaufende Ungeradzahligkeit der Takte des Abgesangs (also des „Mittelteils“). Diese Unregelmäßigkeit ist in Volksliedern häufig anzutreffen, sobald „litaneiartige“ Texte primär aufzählenden Inhalts vertont werden. Bekannte Lieder, die diesen Effekt noch bedeutend stärker nutzen als das mit seinem dreitaktigen Abgesang relativ schlichte Backe, backe Kuchen, sind zum Beispiel Der Bauer schickt den Jockel aus oder das englische Weihnachtslied The Twelve Days of Christmas.

## Text und Varianten

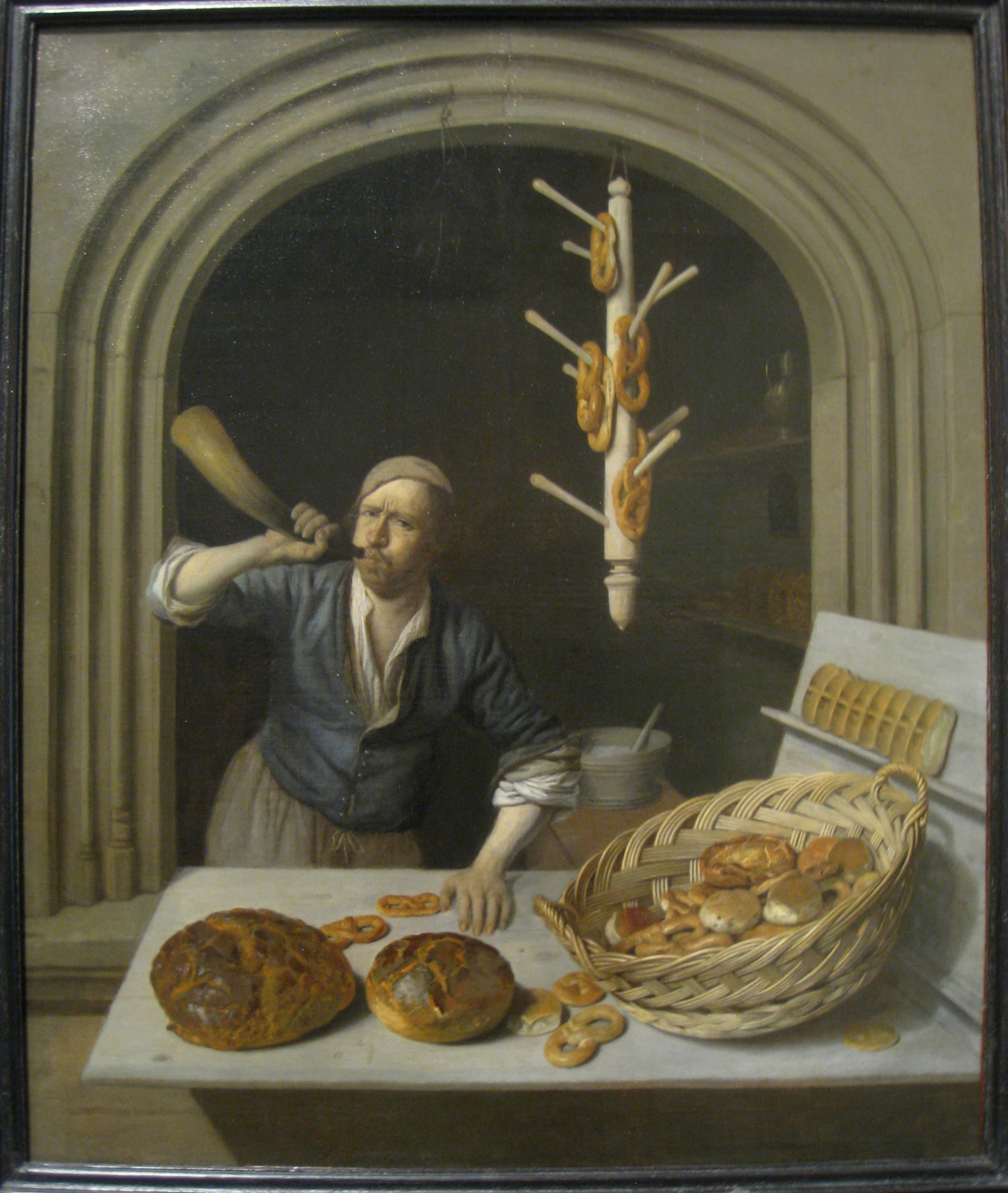
Der Bäcker stößt ins Horn, um 1681; Gemälde von J. A. Berckheyde

Der Text geht vermutlich auf einen verbreiteten Brauch zurück, dem zufolge die Bäcker nach dem Backen des Brotes mit einem Horn „riefen“, um den Frauen der Nachbarschaft zu signalisieren, dass die Restwärme des Backofens nun dazu genutzt werden konnte, ihre Kuchen zu backen. Auch dort, wo das Brot an bestimmten Tagen in einem gemeinsamen Backhaus gebacken wurde, gab es ein Signal, wenn das Brot herausgenommen und die Restwärme des Backofens zum Kuchenbacken genutzt werden konnte.
Die Urform des Textes mit dem gereimten Aufzählen der Zutaten findet sich bereits um 1450 in Maister Hannsen des von Wirtenberg Koch Kochbuch, wo die Zubereitung eines Muses mitgeteilt wird:
Wer ein guot muos wil haben

das mach von sibennler sachen

du muost haben milch, saltz und schmaltz,

zugker, ayer und mel

saffran dar zu

So wirt es gell.
Auffällig ist, dass der Text auf die gelbfärbende Wirkung des Safrans verweist. Keine der übrigen sechs erwähnten Zutaten bietet ein naheliegendes Reimwort für das neuhochdeutsche „gelb“. Der tradierte Liedtext schreibt daher „gehl“ (auch als „gel“), das – etwa im obersächsischen Gehlchen, dem Pfifferling – wie fahl neben falb existiert (mittelhochdeutsch „gël“ findet sich auch im Spätmittelalter und somit um 1450 noch häufiger als gelb und im Frühneuhochdeutschen heißt die Gelbsucht auch noch Gelsucht) und einen Endreim auf das Wort Mehl möglich macht. Es gibt oberdeutsche Mundarten, z. B. das Nordostbairische, die das auslautende „-b“ zu „-w“ aufweichen, so dass es dann schließlich nicht mehr gehört oder überhaupt nicht mehr gesprochen wurde. Zudem ist „geel“ das niederdeutsche und niederländische Wort für „gelb“.
Die letzte Zeile (Schieb, schieb in’n Ofen rein) wird nur bei einigen Varianten angefügt. Es sind auch Varianten überliefert mit Kuchen machen statt backen, was sich besser auf Sachen reimt.